# Miljakovci
Miljakovci (cyr. Миљаковци) – wieś w Bośni i Hercegowinie, w Republice Serbskiej, w mieście Prijedor. W 2013 roku liczyła 437 mieszkańców.